# Ligue catholique anti-maçonnique
De Ligue catholique anti-maçonnique was een anti-maçonnieke katholieke vereniging die in Frankrijk werd opgericht op het einde van de 19de eeuw.
De vereniging telde drie graden:
1. Légionnaire de Constantin (vert.: Legioensoldaat van Constantijn)
2. Soldat de Saint-Michel (vert.: Soldaat van Sint-Michaël)
3. Chevalier du Sacré-Coeur (vert.: Ridder van het Heilig Hart)

De vrouwen werden toegelaten onder de titel Soeurs de Jeanne d'Arc (vert.: Zusters van Jeanne d'Arc).
De eerste Grootkanselier secretaris-generaal was broeder Paul de Régis (Léo Taxil).